# Olympische Sommerspiele 2016/Teilnehmer (Argentinien)
| Gelbes Symbol für Goldmedaillen mit stilisierten Olympischen Ringen | Graues Symbol für Silbermedaillen mit stilisierten Olympischen Ringen | Braundes Symbol für Bronzemedaillen mit stilisierten Olympischen Ringen |
| ------------------------------------------------------------------- | --------------------------------------------------------------------- | ----------------------------------------------------------------------- |
| 3                                                                   | 1                                                                     | —                                                                       |

Argentinien nahm an den Olympischen Spielen 2016 in Rio de Janeiro teil. Es war die insgesamt 24. Teilnahme an Olympischen Sommerspielen. Das Comité Olímpico Argentino nominierte 223 Athleten in 26 Sportarten.
Fahnenträger bei der Eröffnungsfeier war der Basketballspieler Luis Scola.

## Medaillen

### Medaillenspiegel
| Medaillenspiegel Argentinien | Medaillenspiegel Argentinien | Medaillenspiegel Argentinien | Medaillenspiegel Argentinien | Medaillenspiegel Argentinien | Medaillenspiegel Argentinien |
| Platz                        | Sportart                     | Goldmedaille – Olympiasieger | Silbermedaille – 2. Platz    | Bronzemedaille – 3. Platz    | Gesamt                       |
| ---------------------------- | ---------------------------- | ---------------------------- | ---------------------------- | ---------------------------- | ---------------------------- |
| 1                            | Hockey                       | 1                            | -                            | -                            | 1                            |
| 1                            | Judo                         | 1                            | -                            | –                            | 1                            |
| 1                            | Segeln                       | 1                            | -                            | -                            | 1                            |
| 4                            | Tennis                       | -                            | 1                            | –                            | 1                            |
| Total                        | Total                        | 3                            | 1                            | -                            | 4                            |

### Medaillengewinner

#### Gold
| Name | Sportart | Wettkampf        |
| --- | -------- | ---------------- |
| Manuel Brunet Facundo Callioni Juan Gilardi Isidoro Ibarra Pedro Ibarra Juan Martín López Luca Masso Agustín Mazzilli Joaquin Menini Ignacio Ortíz Matías Paredes Gonzalo Peillat Lucas Rey Matías Rey Lucas Rossi Juan Saladino Lucas Vila Juan Vivaldi | Hockey   | Mannschaft       |
| Paula Pareto | Judo     | Frauen bis 48 kg |
| Cecilia Carranza Saroli Santiago Lange | Segeln   | Nacra 17 Mixed   |

#### Silber
| Name                  | Sportart | Wettkampf     |
| --------------------- | -------- | ------------- |
| Juan Martín del Potro | Tennis   | Männer Einzel |

## Teilnehmer nach Sportarten

### Basketball
| Wettbewerb    | Männer |
| ------------- | --- |
| Athleten      | Roberto Acuña Nicolás Brussino Facundo Campazzo Gabriel Deck Carlos Delfino Marcos Delía Patricio Garino Manu Ginóbili Nicolás Laprovíttola Leo Mainoldi Andrés Nocioni Luis Scola |
| Trainer       | Sergio Hernández |
| Gruppenphase  | Nigeria (94:66) Kroatien (90:82) Litauen (73:81) Brasilien (111:107) Spanien (73:92)                                                                                               |
| Viertelfinale | Vereinigte Staaten (78:105) |
| Halbfinale    | ausgeschieden |
| Finale        | ausgeschieden |
| Platzierung   | 8. Platz |

### Beachvolleyball
| Athleten                 | Gruppenphase                                         | Gruppenphase | Gruppenphase | Gruppenphase | Achtelfinale  | Achtelfinale  | Viertelfinale | Viertelfinale | Halbfinale    | Halbfinale    | Finale        | Finale        | Rang |
| Athleten                 | Gegner                                               | Ergebnis     | Punkte       | Rang         | Gegner        | Ergebnis      | Gegner        | Ergebnis      | Gegner        | Ergebnis      | Gegner        | Ergebnis      | Rang |
| ------------------------ | ---------------------------------------------------- | ------------ | ------------ | ------------ | ------------- | ------------- | ------------- | ------------- | ------------- | ------------- | ------------- | ------------- | ---- |
| Frauen                   |                                                      |              |              |              |               |               |               |               |               |               |               |               |      |
| Ana Gallay Georgina Klug | Liliana / Elsa Ágatha / Bárbara Hermannová / Sluková | 0:2 1:2      | 3            | 4            | ausgeschieden | ausgeschieden | ausgeschieden | ausgeschieden | ausgeschieden | ausgeschieden | ausgeschieden | ausgeschieden | 19   |

### Boxen
| Athleten                 | Wettbewerb                   | 1. Runde     | 1. Runde | Achtelfinale  | Achtelfinale  | Viertelfinale  | Viertelfinale | Halbfinale    | Halbfinale    | Finale        | Finale        | Rang          |
| Athleten                 | Wettbewerb                   | Gegner       | Ergebnis | Gegner        | Ergebnis      | Gegner         | Ergebnis      | Gegner        | Ergebnis      | Gegner        | Ergebnis      | Rang          |
| ------------------------ | ---------------------------- | ------------ | -------- | ------------- | ------------- | -------------- | ------------- | ------------- | ------------- | ------------- | ------------- | ------------- |
| Männer                   |                              |              |          |               |               |                |               |               |               |               |               |               |
| Leandro Blanc            | Halbfliegengewicht bis 49 kg | J. Velazquez | 0:3      | ausgeschieden | ausgeschieden | ausgeschieden  | ausgeschieden | ausgeschieden | ausgeschieden | ausgeschieden | ausgeschieden | ausgeschieden |
| Fernando Daniel Martínez | Fliegengewicht bis 52 kg     | D. Assenow   | 1:2      | ausgeschieden | ausgeschieden | ausgeschieden  | ausgeschieden | ausgeschieden | ausgeschieden | ausgeschieden | ausgeschieden | ausgeschieden |
| Alberto Melián           | Bantamgewicht bis 56 kg      | A. Omar      | 3:0      | B. Mhamdi     | 3:0           | M. Ahmadaliyev | TKO           | ausgeschieden | ausgeschieden | ausgeschieden | ausgeschieden | 5             |
| Ignacio Perrin           | Leichtgewicht bis 60 kg      | A. Ruenroeng | 0:3      | ausgeschieden | ausgeschieden | ausgeschieden  | ausgeschieden | ausgeschieden | ausgeschieden | ausgeschieden | ausgeschieden | ausgeschieden |
| Alberto Ignacio Palmetta | Weltergewicht bis 69 kg      | T. Byamba    | 0:3      | ausgeschieden | ausgeschieden | ausgeschieden  | ausgeschieden | ausgeschieden | ausgeschieden | ausgeschieden | ausgeschieden | ausgeschieden |
| Yamil Peralta            | Schwergewicht bis 91 kg      | Freilos      | Freilos  | D. Graf       | 2:1           | E. Savon       | 0:3           | ausgeschieden | ausgeschieden | ausgeschieden | ausgeschieden | 5             |

### Fechten
| Athleten                  | Wettbewerb   | 1. Runde | 1. Runde | 2. Runde  | 2. Runde | Achtelfinale  | Achtelfinale  | Viertelfinale | Viertelfinale | Halbfinale / Klassifikation | Halbfinale / Klassifikation | Finale / Platzierung | Finale / Platzierung | Rang |
| Athleten                  | Wettbewerb   | Gegner   | Ergebnis | Gegner    | Ergebnis | Gegner        | Ergebnis      | Gegner        | Ergebnis      | Gegner                      | Ergebnis                    | Gegner               | Ergebnis             | Rang |
| ------------------------- | ------------ | -------- | -------- | --------- | -------- | ------------- | ------------- | ------------- | ------------- | --------------------------- | --------------------------- | -------------------- | -------------------- | ---- |
| Frauen                    |              |          |          |           |          |               |               |               |               |                             |                             |                      |                      |      |
| María Belén Pérez Maurice | Säbel Einzel | Freilos  | Freilos  | C. Berder | 6:15     | ausgeschieden | ausgeschieden | ausgeschieden | ausgeschieden | ausgeschieden               | ausgeschieden               | ausgeschieden        | ausgeschieden        | 25   |

### Fußball
| Wettbewerb    | Männer |
| ------------- | --- |
| Athleten      | Gerónimo Rulli Lautaro Gianetti Alexis Soto José Luis Gómez Lucas Romero Víctor Cuesta Cristian Pavón Santiago Ascacíbar Jonathan Calleri Ángel Correa Giovanni Simeone Axel Werner Joaquín Arzura Giovani Lo Celso Lisandro Magallán Leandro Vega Mauricio Martínez Cristian Espinoza |
| Trainer       | Julio Olarticoechea |
| Gruppenphase  | Portugal 0:2 (0:0) Algerien 2:1 (0:0) Honduras 1:1 (0:0) |
| Viertelfinale | ausgeschieden |
| Halbfinale    | ausgeschieden |
| Finale        | ausgeschieden |
| Platzierung   | 11. Platz |

### Gewichtheben
| Athleten       | Wettbewerb       | Reißen  | Reißen | Stoßen  | Stoßen | Zweikampf | Zweikampf | Rang |
| Athleten       | Wettbewerb       | Gewicht | Rang   | Gewicht | Rang   | Gewicht   | Rang      | Rang |
| -------------- | ---------------- | ------- | ------ | ------- | ------ | --------- | --------- | ---- |
| Frauen         |                  |         |        |         |        |           |           |      |
| Joana Palacios | Klasse bis 63 kg | 83 kg   | 13     | 107 kg  | 11     | 190 kg    | 11        | 11   |

### Golf
| Athleten        | Runde 1 | Runde 2 | Runde 3 | Runde 4 | Gesamt | Par | Rang |
| --------------- | ------- | ------- | ------- | ------- | ------ | --- | ---- |
| Männer          |         |         |         |         |        |     |      |
| Fabian Gomez    | 70      | 67      | 73      | 69      | 279    | −5  | 15   |
| Emiliano Grillo | 70      | 69      | 68      | 70      | 277    | −7  | 8    |

### Handball
| Wettbewerb    | Frauen | Männer |
| ------------- | --- | --- |
| Athleten      | Marisol Carratú Valentina Kogan Manuela Pizzo Amelia Belotti Luciana Salvadó Victoria Crivelli Macarena Sans Elke Karsten Xoana Iacoi Lucia Haro Luciana Mendoza Macarena Gandulfo Rocio Campigli Antonela Mena Valeria Bianchi | Gonzalo Carou Federico Gastón Fernández Juan Pablo Fernández Fernando Gabriel García Federico Pizarro Adrián Portela Pablo Sebastián Portela Leonardo Facundo Querín Matías Carlos Schulz Pablo Simonet Sebastián Simonet Pablo Vainstein Agustín Vidal Federico Matías Vieyra |
| Trainer       | Eduardo Peruchena | Eduardo Gallardo |
| Gruppenphase  | Schweden 21:31 (9:13) Niederlande 18:26 (9:13) Frankreich 11:27 (4:15) Russland 29:35 (18:20) Südkorea 22:28 (10:12) | Dänemark 19:25 (10:10) Kroatien 26:27 (15:14) Frankreich 24:31 (12:17) Tunesien 23:21 (14:10) Katar 18:22 (9:12) |
| Viertelfinale | ausgeschieden | ausgeschieden |
| Halbfinale    | ausgeschieden | ausgeschieden |
| Finale        | ausgeschieden | ausgeschieden |
| Platzierung   | 12. Platz | 10. Platz |

### Hockey
| Wettbewerb    | Frauen | Männer |
| ------------- | --- | --- |
| Athleten      | Gabriela Aguirre Agustina Albertarrio Noel Barrionuevo Maria Campoy Martina Cavallero Julia Gomez Maria Granatto Agustina Habif Florencia Habif Delfina Merino Maria Mutio Maria Ortiz Carla Rebecchi Pilar Romang Rocio Sanchez Belén Succi Lucina von der Heyde Victoria Zuloanga | Manuel Brunet Facundo Callioni Juan Gilardi Isidoro Ibarra Pedro Ibarra Juan Martín López Luca Masso Agustín Mazzilli Joaquin Menini Ignacio Ortíz Matías Paredes Gonzalo Peillat Lucas Rey Matías Rey Lucas Rossi Juan Saladino Lucas Vila Juan Vivaldi |
| Trainer       | Gabriel Minadeo | Carlos Retegui |
| Gruppenphase  | Vereinigte Staaten 1:2 (0:0) Japan 4:0 (2:0) Vereinigtes Königreich 2:3 (0:2) Australien 0:1 (0:0) Indien 5:0 (5:0) | Niederlande 3:3 (1:1) Kanada 3:1 (1:0) Indien 1:2 (0:1) Deutschland 4:4 (2:3) Irland 3:2 (2:1) |
| Viertelfinale | Niederlande 2:3 (0:2) | Spanien 2:1 (1:0) |
| Halbfinale    | ausgeschieden | Deutschland 5:2 (3:0) |
| Finale        | ausgeschieden | Belgien 4:2 (3:1) |
| Platzierung   | 5. Platz | Gold |

### Judo
| Athleten         | Wettbewerb | 1. Runde | 1. Runde   | 2. Runde          | 2. Runde    | Viertelfinale   | Viertelfinale | Halbfinale / Trostrunde | Halbfinale / Trostrunde | Finale / Platz 3 | Finale / Platz 3 | Rang |
| Athleten         | Wettbewerb | Gegner   | Ergebnis   | Gegner            | Ergebnis    | Gegner          | Ergebnis      | Gegner                  | Ergebnis                | Gegner           | Ergebnis         | Rang |
| ---------------- | ---------- | -------- | ---------- | ----------------- | ----------- | --------------- | ------------- | ----------------------- | ----------------------- | ---------------- | ---------------- | ---- |
| Frauen           |            |          |            |                   |             |                 |               |                         |                         |                  |                  |      |
| Paula Pareto     | bis 48 kg  | Freilos  | Freilos    | I. Dolgova        | 102s1:000s1 | E. Csernoviczki | 100s0:000s2   | A. Kondo                | 100s1:000s0             | B. Jeong         | 100s2:000s0      | Gold |
| Männer           |            |          |            |                   |             |                 |               |                         |                         |                  |                  |      |
| Emmanuel Lucenti | bis 81 kg  | N. Elias | 100s1:000H | A. Valois-Fortier | 010s3:010s0 | ausgeschieden   | ausgeschieden | ausgeschieden           | ausgeschieden           | ausgeschieden    | ausgeschieden    | 9    |

### Kanu

#### Kanurennsport
| Athleten                                                            | Wettbewerb | Vorlauf      | Vorlauf | Halbfinale   | Halbfinale | Finale        | Finale        | Rang          |
| Athleten                                                            | Wettbewerb | Zeit         | Rang    | Zeit         | Rang       | Zeit          | Rang          | Rang          |
| ------------------------------------------------------------------- | ---------- | ------------ | ------- | ------------ | ---------- | ------------- | ------------- | ------------- |
| Frauen                                                              |            |              |         |              |            |               |               |               |
| Sabrina Ameghino                                                    | K-1 200 m  | 42,417 s     | 6       | 41,934 s     | 6          | ausgeschieden | ausgeschieden | ausgeschieden |
| Sabrina Ameghino Magdalena Garro Alexandra Keresztesi Brenda Rojas  | K-4 500 m  | 1:37,645 min | 7       | 1:38,579 min | 6          | 1:41,394 min  | 5 (B)         | 13            |
| Männer                                                              |            |              |         |              |            |               |               |               |
| Ruben Voisard Rezola                                                | K-1 200 m  | 35,491 s     | 6       | 35,439       | 7          | 38,061        | 8 (B)         | 16            |
| Juan Ignacio Cáceres Gonzalo Carreras Daniel Dal Bo Pablo de Torres | K-4 1000 m | 2:55,103 min | 2       | 3:00,645 min | 6          | 3:12,621 min  | 4 (B)         | 12            |

#### Kanuslalom
| Athleten        | Wettbewerb | Vorlauf  | Vorlauf | Halbfinale    | Halbfinale    | Finale        | Finale        | Rang |
| Athleten        | Wettbewerb | Zeit     | Rang    | Zeit          | Rang          | Zeit          | Rang          | Rang |
| --------------- | ---------- | -------- | ------- | ------------- | ------------- | ------------- | ------------- | ---- |
| Männer          |            |          |         |               |               |               |               |      |
| Sebastian Rossi | C-1        | 108,81 s | 17      | ausgeschieden | ausgeschieden | ausgeschieden | ausgeschieden | 17   |

### Leichtathletik
Laufen und Gehen 
| Athleten             | Wettbewerb       | Runde 1     | Runde 1 | Halbfinale | Halbfinale | Finale        | Finale        | Rang |
| Athleten             | Wettbewerb       | Zeit        | Rang    | Zeit       | Rang       | Zeit          | Rang          | Rang |
| -------------------- | ---------------- | ----------- | ------- | ---------- | ---------- | ------------- | ------------- | ---- |
| Frauen               |                  |             |         |            |            |               |               |      |
| Viviana Chavez       | Marathon         | –           | –       | –          | –          | 3:03:23 h     | 125           | 125  |
| Rosa Godoy           | Marathon         | –           | –       | –          | –          | 2:52:31 h     | 110           | 110  |
| Maria Peralta        | Marathon         | –           | –       | –          | –          | DNF           | DNF           | DNF  |
| Belén Casetta        | 3000 m Hindernis | 9:51,85 min | 45      | –          | –          | ausgeschieden | ausgeschieden | 45   |
| Männer               |                  |             |         |            |            |               |               |      |
| Frederico Bruno      | Marathon         | –           | –       | –          | –          | 2:40:05 h     | 137           | 137  |
| Mariano Mastromarino | Marathon         | –           | –       | –          | –          | 2:18:44 h     | 53            | 53   |
| Luis Ariel Molina    | Marathon         | –           | –       | –          | –          | 2:23:55 h     | 89            | 89   |
| Juan Manuel Cano     | 20 km Gehen      | –           | –       | –          | –          | 1:27:27 h     | 51            | 51   |

 Springen und Werfen 
| Athleten            | Wettbewerb     | Qualifikation | Qualifikation | Finale        | Finale        | Rang |
| Athleten            | Wettbewerb     | Weite/Höhe    | Rang          | Weite/Höhe    | Rang          | Rang |
| ------------------- | -------------- | ------------- | ------------- | ------------- | ------------- | ---- |
| Frauen              |                |               |               |               |               |      |
| Rocío Comba         | Diskuswurf     | 54,44 m       | 27            | ausgeschieden | ausgeschieden | 27   |
| Jennifer Dahlgren   | Hammerwurf     | 63,03 m       | 27            | ausgeschieden | ausgeschieden | 27   |
| Männer              |                |               |               |               |               |      |
| Germán Chiaraviglio | Stabhochsprung | 5,70 m        | 7             | 5,50 m        | 11            | 11   |
| German Lauro        | Kugelstoßen    | 19,89 m       | 19            | ausgeschieden | ausgeschieden | 19   |
| Braian Toledo       | Speerwurf      | 81,96 m       | 12            | 79,81 m       | 10            | 10   |

### Moderner Fünfkampf
| Athleten        | Fechten    | Fechten | Schwimmen   | Schwimmen | Reiten  | Reiten | Combined     | Combined | Punkte | Rang |
| Athleten        | Bilanz     | Punkte  | Zeit        | Punkte    | Zeit    | Punkte | Zeit         | Punkte   | Punkte | Rang |
| --------------- | ---------- | ------- | ----------- | --------- | ------- | ------ | ------------ | -------- | ------ | ---- |
| Frauen          |            |         |             |           |         |        |              |          |        |      |
| Iryna Khokhlova | 14:21 (+0) | 184     | 2:19,77 min | 281       | 90,01 s | 268    | 13:53,53 min | 467      | 1200   | 27   |
| Männer          |            |         |             |           |         |        |              |          |        |      |
| Emmanuel Zapata | 11:24 (+0) | 166     | 2:06,66 min | 320       | 77,50 s | 277    | 12:03,19 min | 577      | 1340   | 30   |

### Radsport

#### BMX
| Athleten            | Wettbewerb | Qualifikation | Qualifikation | Viertelfinale | Viertelfinale | Halbfinale | Halbfinale | Finale        | Finale        | Rang |
| Athleten            | Wettbewerb | Zeit          | Rang          | Punkte        | Rang          | Punkte     | Rang       | Zeit          | Rang          | Rang |
| ------------------- | ---------- | ------------- | ------------- | ------------- | ------------- | ---------- | ---------- | ------------- | ------------- | ---- |
| Frauen              |            |               |               |               |               |            |            |               |               |      |
| Maria Gabriela Diaz | Rennen     | 40,073 s      | 16            | –             | –             | 17         | 5          | ausgeschieden | ausgeschieden | 10   |
| Männer              |            |               |               |               |               |            |            |               |               |      |
| Gonzalo Molina      | Rennen     | 36,860 s      | 29            | 10            | 4             | 16         | 6          | ausgeschieden | ausgeschieden | 12   |

#### Mountainbike
| Athleten       | Wettbewerb    | Zeit      | Rang |
| -------------- | ------------- | --------- | ---- |
| Männer         |               |           |      |
| Catriel Andres | Cross-Country | 1:42:01 h | 25   |

#### Straße
| Athleten            | Wettbewerb       | Zeit         | Rang |
| ------------------- | ---------------- | ------------ | ---- |
| Männer              |                  |              |      |
| Daniel Díaz         | Straßenrennen    | DNF          | DNF  |
| Maximiliano Richeze | Straßenrennen    | DNF          | DNF  |
| Eduardo Sepúlveda   | Straßenrennen    | 6:22:23 h    | 37   |
| Eduardo Sepúlveda   | Einzelzeitfahren | 1:19:07,84 h | 26   |

### Reiten
| Springen |            |                  |               |               |               |               |      |
| Athleten | Wettbewerb | Strafpunkte      | Strafpunkte   | Strafpunkte   | Strafpunkte   | Strafpunkte   | Rang |
| Athleten | Wettbewerb | 1. Qualifikation | Nationenpreis | Nationenpreis | Einzelfinale  | Einzelfinale  | Rang |
| Athleten | Wettbewerb | 1. Qualifikation | 1. Umlauf     | 2. Umlauf     | 1. Umlauf     | 2. Umlauf     | Rang |
| Matias Albarracin mit Cannavaro 9                                                                                                | Einzel     | 4                | 5             | 10            | 1             | 2             | 8    |
| José Maria Larocca mit Cornet du Lys                                                                                             | Einzel     | 4                | 12            | ausgeschieden | ausgeschieden | ausgeschieden | 46   |
| Bruno Passaro mit Chicago Z | Einzel     | 47               | ausgeschieden | ausgeschieden | ausgeschieden | ausgeschieden | 68   |
| Ramiro Quintana mit Appy Cara | Einzel     | 7                | 8             | 18            | ausgeschieden | ausgeschieden | 40   |
| Matias Albarracin mit Cannavaro 9 José Maria Larocca mit Cornet du Lys Bruno Passaro mit Chicago Z Ramiro Quintana mit Appy Cara | Mannschaft | 10               | ausgeschieden | ausgeschieden | –             | –             | 10   |

### Ringen
| Athleten                    | Wettbewerb       | 1. Runde | 1. Runde | Achtelfinale | Achtelfinale | Viertelfinale | Viertelfinale | Halbfinale | Halbfinale | Hoffnungsrunde Viertelfinale | Hoffnungsrunde Viertelfinale | Hoffnungsrunde Halbfinale | Hoffnungsrunde Halbfinale | Hoffnungsrunde Finale | Hoffnungsrunde Finale | Finale | Finale   | Rang |
| Athleten                    | Wettbewerb       | Gegner   | Ergebnis | Gegner       | Ergebnis     | Gegner        | Ergebnis      | Gegner     | Ergebnis   | Gegner                       | Ergebnis                     | Gegner                    | Ergebnis                  | Gegner                | Ergebnis              | Gegner | Ergebnis | Rang |
| --------------------------- | ---------------- | -------- | -------- | ------------ | ------------ | ------------- | ------------- | ---------- | ---------- | ---------------------------- | ---------------------------- | ------------------------- | ------------------------- | --------------------- | --------------------- | ------ | -------- | ---- |
| Freistil Frauen             |                  |          |          |              |              |               |               |            |            |                              |                              |                           |                           |                       |                       |        |          |      |
| Patricia Alejandra Bermudez | Klasse bis 48 kg | Freilos  | Freilos  | M. Stadnik   | 0:10         | –             | –             | –          | –          | Freilos                      | Freilos                      | I.N. Matkowska            | 6:3                       | E.A. Yankova          | 6:7                   | –      | –        | 5    |

### Rudern
| Athleten      | Wettbewerb | Vorlauf     | Vorlauf | Vorlauf       | Hoffnungslauf | Hoffnungslauf | Hoffnungslauf | Viertelfinale | Viertelfinale | Viertelfinale | Halbfinale  | Halbfinale | Halbfinale    | Finale      | Finale | Rang |
| Athleten      | Wettbewerb | Zeit        | Platz   | Qualifikation | Zeit          | Platz         | Qualifikation | Zeit          | Platz         | Qualifikation | Zeit        | Platz      | Qualifikation | Zeit        | Platz  | Rang |
| ------------- | ---------- | ----------- | ------- | ------------- | ------------- | ------------- | ------------- | ------------- | ------------- | ------------- | ----------- | ---------- | ------------- | ----------- | ------ | ---- |
| Frauen        |            |             |         |               |               |               |               |               |               |               |             |            |               |             |        |      |
| Lucia Palermo | Einer      | 8:47,01 min | 5       | Hoffnungslauf | 8:00,59 min   | 2             | Viertelfinale | 7:56,61 min   | 6             | Halbfinale C  | 8:15,42 min | 3          | C-Finale      | 7:50,59 min | 5      | 17   |
| Männer        |            |             |         |               |               |               |               |               |               |               |             |            |               |             |        |      |
| Brian Rosso   | Einer      | 7:22,69 min | 3       | Viertelfinale | –             | –             | –             | 7:03,23 min   | 4             | Halbfinale C  | 7:24,65 min | 2          | C-Finale      | 6:58,58 min | 3      | 15   |

### Rugby
| Wettbewerb         | Männer |
| ------------------ | --- |
| Athleten           | Fernando Luna Santiago Álvarez Germán Schulz Juan Pablo Estelles Axel Müller Matías Moroni Javier Rojas Gastón Revol Rodrigo Etchart Bautista Ezcurra Juan Imhoff Franco Sábato Nicolás Bruzzone |
| Trainer            | Santiago Gómez Cora |
| Gruppenphase       | USA (17:14) Fidschi (14:21) Brasilien (31:0) |
| Viertelfinale      | Großbritannien (0:5 n. V.) |
| Halbfinale         | – |
| Finale             | – |
| Platzierungsspiele | Australien (26:21) Neuseeland (14:17) |
| Platzierung        | 6. Platz |

### Schießen
| Athleten            | Wettbewerb                               | Qualifikation   | Qualifikation | Finale          | Finale        | Ringe/ Scheiben | Rang |
| Athleten            | Wettbewerb                               | Ringe/ Scheiben | Rang          | Ringe/ Scheiben | Rang          | Ringe/ Scheiben | Rang |
| ------------------- | ---------------------------------------- | --------------- | ------------- | --------------- | ------------- | --------------- | ---- |
| Frauen              |                                          |                 |               |                 |               |                 |      |
| Fernanda Russo      | Luftgewehr 10 Meter                      | 414,4           | 20            | ausgeschieden   | ausgeschieden | 414,4           | 20   |
| Amelia Rosa Fournel | Luftgewehr 10 Meter                      | 407,9           | 41            | ausgeschieden   | ausgeschieden | 407,9           | 41   |
| Amelia Rosa Fournel | Kleinkaliber Dreistellungskampf 50 Meter | 571             | 31            | ausgeschieden   | ausgeschieden | 571             | 31   |
| Melisa Gil          | Skeet                                    | 69+1            | 8             | ausgeschieden   | ausgeschieden | 69+1            | 8    |
| Männer              |                                          |                 |               |                 |               |                 |      |
| Federico Gil        | Skeet                                    | 116             | 27            | ausgeschieden   | ausgeschieden | 116             | 27   |
| Fernando Borello    | Trap                                     | 105             | 31            | ausgeschieden   | ausgeschieden | 105             | 31   |

### Schwimmen
| Athleten                | Wettbewerb          | Vorlauf      | Vorlauf | Halbfinale    | Halbfinale    | Finale        | Finale        | Rang |
| Athleten                | Wettbewerb          | Zeit         | Rang    | Zeit          | Rang          | Zeit          | Rang          | Rang |
| ----------------------- | ------------------- | ------------ | ------- | ------------- | ------------- | ------------- | ------------- | ---- |
| Frauen                  |                     |              |         |               |               |               |               |      |
| Julia Sebastian         | 200 m Brust         | 2:27,98 min  | 21      | ausgeschieden | ausgeschieden | ausgeschieden | ausgeschieden | 21   |
| Virginia Bardach Martin | 200 m Schmetterling | 2:13,58 min  | 26      | ausgeschieden | ausgeschieden | ausgeschieden | ausgeschieden | 26   |
| Virginia Bardach Martin | 200 m Lagen         | 2:17,94 min  | 37      | ausgeschieden | ausgeschieden | ausgeschieden | ausgeschieden | 37   |
| Virginia Bardach Martin | 400 m Lagen         | 4:49,69 min  | 31      | –             | –             | ausgeschieden | ausgeschieden | 31   |
| Männer                  |                     |              |         |               |               |               |               |      |
| Federico Grabich        | 50 m Freistil       | 22,44 s      | 31      | ausgeschieden | ausgeschieden | ausgeschieden | ausgeschieden | 31   |
| Federico Grabich        | 100 m Freistil      | 48,78 s      | 22      | ausgeschieden | ausgeschieden | ausgeschieden | ausgeschieden | 22   |
| Federico Grabich        | 200 m Freistil      | 1:47,41 min  | 22      | ausgeschieden | ausgeschieden | ausgeschieden | ausgeschieden | 22   |
| Martin Naidich          | 400 m Freistil      | 3:54,58 min  | 39      | –             | –             | ausgeschieden | ausgeschieden | 39   |
| Martin Naidich          | 1500 m Freistil     | 15:39,93 min | 43      | –             | –             | ausgeschieden | ausgeschieden | 43   |
| Santiago Grassi         | 100 m Schmetterling | 52,56 s      | 24      | ausgeschieden | ausgeschieden | ausgeschieden | ausgeschieden | 24   |

### Segeln
| Athleten                               | Wettbewerb      | Qualifikation | Qualifikation | Medal Race    | Medal Race    | Punkte | Rang |
| Athleten                               | Wettbewerb      | Punkte        | Rang          | Punkte        | Rang          | Punkte | Rang |
| -------------------------------------- | --------------- | ------------- | ------------- | ------------- | ------------- | ------ | ---- |
| Frauen                                 |                 |               |               |               |               |        |      |
| Lucia Falasca                          | Laser Radial    | 113           | 11            | ausgeschieden | ausgeschieden | 113    | 11   |
| Maria Branz Victoria Travascio         | 49erFX          | 129           | 13            | ausgeschieden | ausgeschieden | 129    | 13   |
| Männer                                 |                 |               |               |               |               |        |      |
| Bautista Saubidet Birkner              | Windsurfen RS:X | 210           | 21            | ausgeschieden | ausgeschieden | 210    | 21   |
| Julio Alsogaray                        | Laser           | 107           | 9             | 22            | 10            | 129    | 10   |
| Facundo Olezza Bazan                   | Finn Dinghy     | 87            | 8             | 14            | 7             | 101    | 9    |
| Lucas Calabrese Juan de la Fuente      | 470er           | 129           | 16            | ausgeschieden | ausgeschieden | 129    | 16   |
| Yago Lange Klaus Lange                 | 49er            | 97            | 7             | 14            | 7             | 111    | 7    |
| Mixed                                  |                 |               |               |               |               |        |      |
| Cecilia Carranza Saroli Santiago Lange | Nacra 17        | 65            | 1             | 12            | 6             | 77     | Gold |

### Synchronschwimmen
| Athletinnen                | Wettbewerb | Qualifikation | Qualifikation | Finale        | Finale        | Rang |
| Athletinnen                | Wettbewerb | Punkte        | Rang          | Punkte        | Rang          | Rang |
| -------------------------- | ---------- | ------------- | ------------- | ------------- | ------------- | ---- |
| Frauen                     |            |               |               |               |               |      |
| Etel Sanchez Sofia Sanchez | Duett      | 159,3162      | 19            | ausgeschieden | ausgeschieden | 19   |

### Tennis
| Athleten                              | Wettbewerb | 1. Runde                  | 1. Runde      | 2. Runde      | 2. Runde      | Achtelfinale            | Achtelfinale   | Viertelfinale         | Viertelfinale | Halbfinale    | Halbfinale     | Finale        | Finale             | Rang          |
| Athleten                              | Wettbewerb | Gegner                    | Ergebnis      | Gegner        | Ergebnis      | Gegner                  | Ergebnis       | Gegner                | Ergebnis      | Gegner        | Ergebnis       | Gegner        | Ergebnis           | Rang          |
| ------------------------------------- | ---------- | ------------------------- | ------------- | ------------- | ------------- | ----------------------- | -------------- | --------------------- | ------------- | ------------- | -------------- | ------------- | ------------------ | ------------- |
| Männer                                |            |                           |               |               |               |                         |                |                       |               |               |                |               |                    |               |
| Juan Martín del Potro                 | Einzel     | Novak Đoković             | 7:64, 7:62    | João Sousa    | 6:3, 1:6, 6:3 | Taro Daniel             | 6:74, 6:1, 6:2 | Roberto Bautista Agut | 7:5, 7:64     | Rafael Nadal  | 5:7, 6:4, 7:65 | Andy Murray   | 5:7, 6:4, 2:6, 5:7 | Silber        |
| Federico Delbonis                     | Einzel     | Rafael Nadal              | 2:6, 1:6      | ausgeschieden | ausgeschieden | ausgeschieden           | ausgeschieden  | ausgeschieden         | ausgeschieden | ausgeschieden | ausgeschieden  | ausgeschieden | ausgeschieden      | ausgeschieden |
| Juan Mónaco                           | Einzel     | Mirza Bašić               | 6:2, 6:2      | Andy Murray   | 3:6, 1:6      | ausgeschieden           | ausgeschieden  | ausgeschieden         | ausgeschieden | ausgeschieden | ausgeschieden  | ausgeschieden | ausgeschieden      | ausgeschieden |
| Guido Pella                           | Einzel     | Philipp Kohlschreiber     | 6:4, 1:6, 2:6 | ausgeschieden | ausgeschieden | ausgeschieden           | ausgeschieden  | ausgeschieden         | ausgeschieden | ausgeschieden | ausgeschieden  | ausgeschieden | ausgeschieden      | ausgeschieden |
| Juan Martín del Potro Máximo González | Doppel     | Chris Guccione John Peers | 6:4, 7:5      | –             | –             | Rafael Nadal Marc López | 3:6, 7:5, 2:6  | ausgeschieden         | ausgeschieden | ausgeschieden | ausgeschieden  | ausgeschieden | ausgeschieden      | ausgeschieden |
| Federico Delbonis Guillermo Durán     | Doppel     | Florin Mergea Horia Tecău | 3:6, 2:6      | –             | –             | ausgeschieden           | ausgeschieden  | ausgeschieden         | ausgeschieden | ausgeschieden | ausgeschieden  | ausgeschieden | ausgeschieden      | ausgeschieden |

### Triathlon
| Athleten               | Wettbewerb | Zeit      | Rang |
| ---------------------- | ---------- | --------- | ---- |
| Männer                 |            |           |      |
| Luciano Taccone        | Einzel     | 1:55:30 h | 48   |
| Gonzalo Raul Tellechea | Einzel     | 1:53:43 h | 45   |

### Turnen

#### Gerätturnen
| Athleten        | Wettbewerb       | Qualifikation | Qualifikation | Finale        | Finale        | Rang |
| Athleten        | Wettbewerb       | Punkte        | Rang          | Punkte        | Rang          | Rang |
| --------------- | ---------------- | ------------- | ------------- | ------------- | ------------- | ---- |
| Frauen          |                  |               |               |               |               |      |
| Ailen Valente   | Sprung           | 13,666        | 72            | ausgeschieden | ausgeschieden | 72   |
| Ailen Valente   | Boden            | 12,000        | 76            | ausgeschieden | ausgeschieden | 76   |
| Ailen Valente   | Stufenbarren     | 13,033        | 62            | ausgeschieden | ausgeschieden | 62   |
| Ailen Valente   | Schwebebalken    | 11,366        | 78            | ausgeschieden | ausgeschieden | 78   |
| Ailen Valente   | Mehrkampf Einzel | 50,065        | 56            | ausgeschieden | ausgeschieden | 56   |
| Männer          |                  |               |               |               |               |      |
| Nicolas Cordoba | Reck             | 14,800        | 18            | ausgeschieden | ausgeschieden | 18   |

### Volleyball
| Wettbewerb    | Frauen | Männer |
| ------------- | --- | --- |
| Athleten      | Tanya Acosta Leticia Boscacci Florencia Natasha Busquets Reyes Yael Castiglione Josefina Fernandez Morena Martinez Franchi Lucía Fresco Julieta Constanza Lazcano Paula Yamila Nizetich Tatiana Soledad Rizzo Clarisa Sagardia Emilce Sosa | Nicolas Bruno Facundo Conte Pablo Crer Luciano De Cecco Alexis González Demian Gonzalez Jose Luis Gonzalez Bruno Lima Ezequiel Palacios Cristian Poglajen Martin Ramos Sebastian Solé |
| Trainer       | Guillermo Orduna | Julio Velasco |
| Gruppenphase  | Japan (0:3) Südkorea (0:3) Brasilien (0:3) Russland (0:3) Kamerun (2:3) | Polen (0:3) Russland (3:1) Iran (3:0) Ägypten (3:0) Kuba (3:0) |
| Viertelfinale | ausgeschieden | Brasilien (1:3) |
| Halbfinale    | ausgeschieden | ausgeschieden |
| Finale        | ausgeschieden | ausgeschieden |
| Platzierung   | 9. Platz | 5. Platz |